# Gianna Pederzini
Gianna Pederzini (10 de febrero de 1900 - 12 de marzo de 1988) fue una mezzosoprano italiana. Una de las más famosas Carmen de Bizet y Mignon de Ambroise Thomas de su época, se destacó como Amneris (Aida), Adalgisa (Norma), Preziosilla, Santuzza, Fedora, Azucena, Ulrica y Laura. Fue favorita en el Royal Opera House de Londres (1931), Opéra de París (1935) , Berlín (1941) y en el Teatro Colón de Buenos Aires donde cantó entre 1937 y 1956.
Pederzini fue amante de Roberto Farinacci, secretario del Partito Nazionale Fascista y seguidor de Mussolini, pero fue fusilado el 28 de abril de 1945. Pederzini desapareció de la vida pública refugiándose en Argentina. En la década de 1950 se dedicó a roles de carácter como la Condesa en La dama de picas, Mistress Quickly en Falstaff, Madame Flora en The Medium y en el estreno mundial de Diálogos de carmelitas en La Scala, en 1957 como la priora, Madame de Croissy.

## Discografía selecta
- Chaicovski, La dama de picas, Rodzinski, 1952
- Menotti: The Medium, Rescigno

## Biografías
- GIANNA PEDERZINI vita e arte por Maurizio Tiberi, Ediciones Tima Club